# Charles Edward Knoeppel
Charles Edward Knoeppel (Milwaukee, 15 de Abril de 1881 – Filadélfia, 29 de Novembro de 1936) foi um teórico organizacional estadunidense considerado um dos principais autores de técnicas de gerenciamento no início do Século XX. Entre suas contribuições, está o fato de ter sido ele a estabelecer a ligação entre eficiência industrial e métodos gráficos através de dispositivos de controle visual.
Por volta de 1905, Knoeppel começou a escrever uma série de artigos sobre métodos de eficiência, gerenciamento, organização e administração e controle de produção gráfica da Engineering Magazine, e mais tarde uma série de livros, todos publicados pela Engineering Magazine Company em Nova Iorque.
Knoeppel morreu em 29 de novembro de 1936 na cidade de Filadélfia, Pensilvânia, pouco depois do lançamento de seu último livro publicado, "Managing for profit".

### Livros
- C.E. Knoeppel. Maximum production in machine-shop and foundry, New York, The Engineering Magazine, 1911.
- C.E. Knoeppel. Installing efficiency methods, New York, The Engineering Magazine, 1915.
- C.E. Knoeppel. Organization and administration, Vol 1 - Vol 6. New York, The Engineering Magazine, 1917-1919.
- C.E. Knoeppel. Graphic production control. New York, The Engineering magazine company, 1920
- C.E. Knoeppel and E. St. Elmo Lewis. Profit Engineering, McGraw-Hill, 1933.
- Charles Edward Knoeppel, Edgar G. Seybold. Managing for profit: working methods for profit planning and control. 1937.

### Artigos
- Knoeppel, F. J. "Systematic foundry operation and foundry costing." The Engineering Magazine 36 (1908): 211-25.
- C.E. Knoeppel. "Maximum Production Through Organization and Supervision." in The Engineering Magazine. Vol 25. (1908); Part 1, Part 2, Part 3, Part 4.